# 闵刚侯

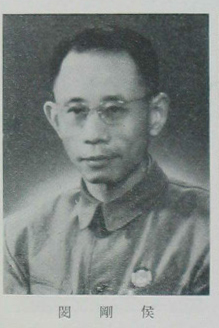
閔剛侯近照

闵刚侯（1904年—1971年8月18日），男，江苏南汇人，中国政治人物，中华人民共和国司法部副部长。

## 生平
闵刚侯1925年任《新闻报》记者。1928年进入东吴大学法学院就读，1933年毕业。1935年赴日本留学，在九州帝国大学攻读法学。1937年回国后在上海从事律师事业。同年任全国各界救国联合会常委。抗日战争期间前往重庆，在重庆负责救国会工作，曾任战时书报供应所副所长，并任教于朝阳大学。抗战结束后回到上海继续担任律师，并加入中国民主同盟。1949年出席中国人民政治协商会议第一届全体会议。
中华人民共和国成立后，担任过中央人民政府最高人民法院委员、秘书长，中华人民共和国司法部副部长，民盟中央常委、组织部长、秘书长，全国人大代表，全国政协常委等职。
1971年8月18日，闵刚侯在北京病逝，享年67岁。1971年8月21日，全国政协机关、民盟中央机关在北京八宝山革命公墓为闵刚侯举行了告别仪式。

## 家庭
- 兄：闵祥麟，曾任协大祥绸布店总经理。